# 夏汝賢
夏汝賢（？—1862年），四川省廣安州人。清朝軍事將領。同武進士出身。

## 生平
道光十二年（1832年）武舉人，道光十五年（1835年）乙未科武進士。任雲南臨安府中軍守備，昭通鎮雄營奎鄉守備，部選浙閩楓嶺營守備，調署臺灣中左右等營游擊。咸豐二年（1852年）升都司，補北路竹塹營游擊，後平鳳山賊，升嘉義營參將。咸豐八年（1858年）欽賜花翎，以副將升用。
咸豐十一年（1861年），任台灣北路協副將。後被降職臺灣北路協嘉義營參將，時間不詳，原副將職位由林得成代為署理。:280
同治元年（1862年），戴潮春反清起事，夏汝賢一家均被凌辱致死，亦有文献載其殺敵力竭自盡。

## 評價
史載夏汝賢為人貪婪，曾勒索八卦會團練首領戴潮春，戴潮春不從，夏汝賢革其籍。